# Botswana
Botswana, officielt Republikken Botswana (setswana: Lefatshe la Botswana), er en indlandsstat i det sydlige Afrika. Indbyggerne omtaler sig selv som "batswana" (ental: "motswana"). Tidligere var landet det britiske protektorat Bechuanaland, men ved uafhængigheden 30. september 1966 tog det sit nuværende navn. Hovedstaden er Gaborone.
Botswana er et fladt land, som er domineret af Kalahari-ørkenen og savanner. Mod syd og sydøst grænser Botswana op til Sydafrika, mod vest og nord til Namibia og mod nordøst til Zimbabwe. Desuden har landet en meget kort grænse til Zambia mod nord nær Kazungula; denne grænse er ikke særlig præcist defineret, men følger på et kort stykke Zambezi-floden og er højst nogle få hundrede meter lang.
Landet har cirka to millioner indbyggere og er med sine 581.730 km² et af de lande i verden, der har lavest befolkningstæthed. Da Botswana blev selvstændigt i 1966, var det et af de fattigste lande i Afrika med en BNI per indbygger på 70 US$, men siden er økonomien blevet markant forbedret. Landet har nu en af de hurtigst voksende økonomier i verden og har nået en BNI per indbygger på over 17.000 US$ i 2012, hvilket har betydet en markant forbedring af levevilkårene i landet.
Botswana har siden uafhængigheden haft et repræsentativt demokrati men med jævnlige afholdelser af frie valg. Landets Human Development Index er middelhøjt, men regionalt set er det det næsthøjeste i det kontinentale Afrika syd for Sahara. Landet er medlem af Commonwealth of Nations, den Afrikanske Union og FN.

## Etymologi
Navnet "Botswana" er setswana og sammensat af præfikset "bo", som refererer til "land", og "tswana", som er den største etniske folkegruppe i landet. I sammensætningen betyder det derfor "Tswanaernes land".

## Geografi
Med et areal på omkring 600.000 km² er Botswana lidt større end Frankrig, samtidig med at landet er et af de tyndest befolkede i verden. Det ligger mellem 17. og 27. sydlige breddekreds og 20. og 30. østlige længdekreds.
Landet er overvejende fladt med lidt bølgende plateauland. Botswana domineres af Kalahari-ørkenen, der udgør op imod 70 % af landets areal. Mod nordvest finder man Okavangodeltaet, et af verdens største indlandsdeltaer. Lidt sydøst herfor ligger Makgadikgadisletten, en stor saltslette.
Flodbassinet for Limpopo, som er en af de dominerende landskabsformer i det sydlige Afrika, ligger delvis i Botswana med bassinerne for bifloderne Notwane, Bonwapitse, Mahalapswe, Lotsane, Motloutse og Shashe i det østlige af landet. Notwane leverer vand til hovedstaden Gaborone ved Gaborone Dam. Mod nord ligger Chobe, biflod til Zambezi, og udgør grænsen mellem Botswana og Zambezi-regionen i Namibia. Chobe støder til Zambezi ved den zambiske by Kazungula (byens navn betyder "lille pølsetræ" efter det sted, hvor Sebetwane krydsede Zambezi med sin makololo-stamme for at komme ind i Zambia).
Tsodilo Hills er landets højeste punkt med sine cirka 1.400 meter over havoverfladen.

## Natur
Størstedelen af Botswana er dækket af enten ørken eller savanne (en del af Kalahari regnes som savanne). Savannen varierer i form fra tørt med spredt buskbevoksning op til ørkenen i sydvest til græs- og skovpræget land mod nord omkring floderne. Trods det stedvis barske klima er der en rig natur i landet med omkring 3000 plantearter. Blandt de træsorter, der vokser i landet, er marula og baobab. Faunaen omfatter en række af de store dyr, der kendes fra de afrikanske savanner, som løver, leoparder, elefanter, giraffer, zebraer, stribede gnuer, antiloper, næsehorn og flodheste. Desuden er der omkring 600 fuglearter, heriblandt kohejren, som er Botswanas nationalfugl.
I Nordbotswana findes en af de få tilbageværende større populationer af hyænehunde. Chobe nationalpark i Nordvest-distriktet har verdens største koncentration af afrikanske elefanter. Parken er på omkring 11.000 km² og er også hjemsted for omkring 350 fuglearter. Chobe nationalpark er sammen med Moremi Vildtreservat i Okavangodeltaet store turistattraktioner. Andre reservater er Central-Kalahari Vildreservat i Kalahari i Ghanzi-distriktet, Makgadikgadisletten Nationalpark og Nxaisletten Nationalpark, begge i Central-distriktet. Mashatu Vildtreservat ved det sted, hvor Shashe-floden løber ind i Limpopo i Østbotswana, er privatejet. Det andet privatejede vildtreservat er Mokolodi Naturreservat nær Gaborone. Desuden findes en række specialiserede, fredede områder, som Khama Næsehornsreservat (for næsehorn) og Makgadikgadi-reservatet (for flamingoer). Disse ligger begge i Central-distriktet.

### Miljøproblemer
Botswana har to store naturtrusler: Tørke og ørkendannelse. Problemet med ørkendannelse er primært en følge af flere længere tørkeperioder i landet. Trefjerdedele af landets mennesker og dyr er afhængige af grundvand på grund af tørkeproblemerne. Ved at bore dybt ned efter grundvandet har landet nogenlunde kunnet kompensere på manglen på overfladevand, der er så omfattende, at mindre end 5 % af landbruget kan klare sig ved regnvand. På grund af dette er 95 % af landbruget baseret på husdyrhold. Omkring 71 % af landets jord (ud over ørkenen) anvendes til fælles græsning, som også har været medvirkende til ørkendannelsen og den hastigt øgende erosion i landet.
Da husdyrhold har vist sig at være profitabel for befolkningen, er jordarealet til brug herfor fortsat med at øges. Antallet af dyr er steget voldsomt siden selvstændigheden; i perioden 1966 til 1991 steg det fra 1,7 millioner til 5,5 millioner. Tilsvarende er befolkningen steget fra 574.000 i 1971 til 1,5 millioner i 1995, næsten 200 % forøgelse. I en rapport om ørkendannelsen i Botswana hedder det blandt andet: "Over 50 % af alle husholdninger i Botswana ejer kvæg, som for tiden udgør den største enkelte indkomstkilde på landet." og "Nedbrydningen af græsarealer eller ørkendannelse betragtes som reduktion af produktiviteten af jord, der skyldes overudnyttelse og overgræsning eller som resultat af indsamling af produkter på sletterne til kommercielle formål. Nedbrydningen forværres af konsekvenserne af tørke og klimaforandring." Miljøforkæmpere rapporterer, at Okavangodeltaet er ved at tørre ud som følge af den øgede græsning af husdyr. Okavongadeltaet er et af de største vådområder med delvis skovdækning i landet og et af de største indlandsdeltaer i verden; det er et økosystem, der er livsvigtigt for overlevelsen af mange dyrearter.
Landbrugsministeriet i Botswana har sammen med FN's udviklingsprogram påbegyndt en genskabelse af den oprindelige vegetation i forskellige samfund i blandt andet det sydlige Kgalagadi. Genskabelse af den oprindelige vegetation vil hjælpe med at begrænse udpiningen af jorden. Den amerikanske regering har også indgået en aftale med Botswana, hvor de hjælper landet med at betale af på udlandsgælden, mod at Botswana fokuserer på en mere ekstensiv bevaringsøkologisk brug af jorden.
UNDP hævder, at fattigdom er et stort problem bag overudnyttelsen af ressourcerne, herunder jorden, i Botswana. For at hjælpe med at ændre på disse forhold er UNDP gået ind i et projekt i Struizendam i det sydlige Botswana. Formålet hermed er at trække på "oprindelig viden og den traditionelle måde at fordele jorden på." Lederne af denne bevægelse skal være folk fra lokalområdet for at inddrage dem samtidig med, at de øger deres muligheder for at tjene en anstændig indkomst og dermed formindske fattigdommen. UNDP har også udtalt, at det er vigtigt, at regeringen sørger for opbakning til, at befolkningen lokalt kan fordele jorden, og giver regeringen informationer til at hjælpe med at lovgive og udstikke retningslinjer herfor.

## Klima
Botswana har steppeklima (BSh), dvs. halvtørt klima, på grund af den ret korte regnperiode. Landets relativt høje beliggenhed samt dets placering på kontinentet betyder, at det har subtropisk klima. Landet ligger langt fra fugtighedsmættede luftstrømme det meste af året. Den tørre periode er fra april til oktober mod syd og til november mod nord i landet; mod nord falder der imidlertid samlet set større regnmængder end mod syd. Mod syd i landet er man mest udsat for kølige vinde i vinterperioden (fra begyndelsen af maj til sidst i august), og her er gennemsnitstemperaturen omkring 14 °C. Hele landet har varme somre med gennemsnitstemperaturer på omkring 26 °C. Der er mange soldage året rundt, men dog lidt flere i vinterperioden end resten af året. Hele landet er blæsende og støvet i den tørre periode.
Herunder ses oversigter over klimaet i udvalgte byer:

## Demografi
Botswana har lidt flere end 2 millioner indbyggere. Den etniske sammensætning er:
- Tswana eller batswana: 79 procent
- Kalanga eller bakalanga (et bantu-talende folk): 11 procent
- Basarwa ("buskmænd"): 3 procent
- Hvide: 3 procent
- Andre grupper: 4 procent

Andre grupper omfatter blandt andet bayei, bambukushu, basubiya og bakgalagadi samt indere. Gruppen med indisk baggrund omfatter både førstegenerationsindvandrere og folk, der har rødder gennem adskillige generationer i Afrika. De hvide i landet taler typisk engelsk og afrikaans.
Siden 2000 er der på grund af forringede økonomiske vilkår i Zimbabwe indvandret folk derfra til Botswana. Antallet er ikke dokumenteret, men det anses for sikkert, at det er i titusindvis.
Der er færre end 10.000 basarwaer eller san ("buskmænd"), der stadig opretholder deres oprindelige samler-jæger-kultur. Siden midten af 1990'erne har regeringen i landet søgt at flytte dette folk fra deres oprindelige landområde, der for en dels vedkommende ligger i vildtreservater, der samtidig har store diamantreserver. Basarwaerne har modsat sig flytningen og har fået opbakning hertil fra forskellige sider i vesten. FN har via sin topfigur for oprindelige folkeslags rettigheder, James Anaya, fordømt Botswanas handlinger mod basarwaerne i en rapport fra 2010. Der er fortsat stridigheder mellem basarwaerne og regeringen.

### Sprog
Det officielle sprog er engelsk, men setswana tales i udbredt grad over det meste af landet parallelt med engelsk. Parlamentet forhandler på engelsk, og alle større aviser udgives på engelsk. I skolen undervises der på de første klassetrin på setswana, men fra femte klasse bliver der undervist på engelsk.
Setswana er et bantusprog, hvor præfikser har stor betydning. Eksempler på sådanne præfikser er "bo", der betyder "land" (Botswana er tswanaernes land), "ba", der betyder "folk" (batswana er tswana-folket), "mo" betyder "en person", "se" refererer til sprog (setswana er tswanaernes sprog).
Andre sprog, der tales i Botswana, er kalanga (sekalanga), tsoa (også kaldet sarwa, sesarwa), ndebele og afrikaans.

### Religion
Botswana har religionsfrihed.
Det vurderes, at omkring 70 % af Botswanas befolkning definerer sig selv som kristne. Hovedgrupperne her er anglicanisme, metodisme og den sydafrikanske kirkes menighed, mens der er mindre lutheraneske, romersk-katolske, syvendedagsadventistiske, hollandsk-reformerede, mennonitiske og andre kristne grupperinger.
Omkring 6 % af befolkningen tilhører den traditionelle lokale religion badimo.
Ifølge folketællingen i 2001 var der i landet omkring 5.000 muslimer, hovedsageligt med rødder i Sydasien, 3.000 hinduer og omkring 700 bahaier. Omkring 20 % af befolkningen bekender sig ikke til nogen religion.

### Sundhed
Sundhedsministeriet i landet er ansvarlig for Botswanas sundhedspolitik. Ministeriet har også til opgave at overvåge, at udbuddet af og tilgangen til behandling samt kvaliteten heraf er tilstrækkelig god.
I 2011 var den forventede levealder på 47 år for nyfødte. Dette tal har været faldende i flere år og var i 1994 på 59 år. Denne tendens er modsat af, hvad de øvrige lande i Afrika syd for Sahara har oplevet, hvor tallene i 1994 og 2011 var henholdsvis 50 og 56 år. Det skal dog tilføjes, at faldet i levealder ser ud til at være ophørt, idet tallet siden 2004 har ligget mellem 46 og 47 år. Den største enkeltstående årsag til den faldende levealder er HIV/AIDS-epidemien, idet cirka en fjerdedel af alle indbyggere i alderen 15-49 år er smittet af HIV.
Der er i Botswana tre hospitaler, hvor den mest specialiserede behandling finder sted. Disse hospitaler er Nyangabgwe Hospital i Francistown, Prinsesse Marina i Gaborone og Sbrana Psykiatriske Hospital. Der er to niveauer af hospitaler og klinikker herunder: Distriktshospitaler og primærhospitaler, som er fordelt ud over hele landet. Primærhospitalerne behandler patienter med mindre problemer og sygdomme, mens distriktshospitalerne primært foretager helbredsundersøgelser. Hvis det opdages på et af disse to typer hospitaler, at en patient har brug for mere specialiseret behandling, henvises denne til et af de centrale hospitaler. De fleste læger på hospitalerne i Botswana er batswanaer, men der sker jævnligt udveksling med blandt andet besøg af læger fra USA eller Europa, som underviser det lokale personale.

#### HIV/AIDS-epidemien
I lighed med, hvad man ser i mange andre lande i Afrika syd for Sahara, er de økonomiske og menneskelige konsekvenser af HIV/AIDS-epidemien omfattende. Som et eksempel kan det nævnes, at budgettet til økonomisk udvikling blev beskåret med 10 % i 2002-03 som følge af gentagne budgetunderskud samt de stigende udgifter til medicinsk behandling af HIV/AIDS-patienter.
I 2003 satte regeringen gang i et omfattende program, der indeholdt gratis eller billig anti-retroviral medicin samt en informationskampagne for at stoppe spredningen af virusset. Samtidig fik landet støtte fra en række fonde og institutioner i udlandet, blandt andet fra amerikanske universiteter. Det har medført, at epidemien i de seneste år tilsyneladende er på retur som følge af, at man har opnået såkaldt universel tilgang til behandling (defineret som minimum 80 procents dækning) i Botswana. Et af de vigtigste resultater er en reduktion af overførslen af HIV-smitte fra mor til barn på 21 til 4 % i perioden 2003-2010.

## Historie

### Tidlig historie
Klippemalerier i Tsodilo i det nordvestlige af nutidens Botswana viser, at området har været beboet i sytten tusinde år. De første beboere var khoisan-talende folk, der levede som jægere og samlere og flyttede med årstiderne i området, hvor der på den tid var mange vandområder..
I de sidste par århundreder før vor tidsregning kom nordfrakommende khoi-talende folk, der i højere grad var landbrugere med kvæg- og gedehold, til at dominere. Nogle af disse folk fortsatte længere sydpå og nåede helt til Afrikas sydspids, og de bredte sig også ind på områder, hvor der tidligere kun fandtes san-talende folk.
Dyrkningen af jord sammen med brugen af jern bredte sig over et tusindårigt spænd sydpå fra ækvator, og med det kom bantusprogene til Botswana-området. Der er to forskellige ruter, ad hvilken denne påvirkning kom – henholdsvis fra nordøst og fra nordvest. De første bevis på jernalderen i området er en smelteovn fundet i nærheden af Palapye; den er dateret til omkring år 190 e.Kr. og menes at stamme fra den nordøstlige påvirkning. Der er også fundet rester af bikube-lignende hytter, der vurderes til at stamme fra den nordvestlige rute og er dateret til omkring år 420. Der er tegn på, at disse bantutalende folk har levet side om side med de oprindelige khoisan-talende folk.

### Stammesamfund
Fra omkring 1095 opstod en ny kultur i det sydøstlige Botswana ved Moritsane Hill nær nutidens Gabane, hvor fund af lertøj viser forbindelser til både den nordvestlige jernalderkultur og til det østlige Transvaal. Der var på den tid tydeligvis tale om velorganiserede stammesamfund eller småriger, heriblandt Kgagalagadi-stammen, der regnes for at høre til Moritsane-kulturen, og Toutswe-stammen længere mod nord.
Toutswerne blev tilsyneladende besejret af Mapungubwe-kongeriget et tidspunkt omkring 13.-14. århundrede; Mapungubwe-riget havde som nogle af de første systematiseret guldudvindingen og -handelen. Dette riges succes blev dog kun kortvarig, idet en ny stat, kongeriget Zimbabwe, i begyndelsen af det 14. århundrede overtog kontrollen med guldet. I midten af det 15. århundrede overtog kongeriget Butua magten og stod for guldhandlen indtil slutningen af det 17. århundrede, hvor Rozwi-riget kom til magten. På det tidspunkt kom butua-folkene til at blive kendt som kalangaer. Uafhængigt heraf fandtes der bønder i det nordvestlige af landet, der var kommet dertil fra området omkring det øvre af Zambezi-floden, og som blandede sig med khoisan-folkene.
I det 18. århundrede trængte de første tswana-folk op sydfra og bosatte sig i så landsbysamfund. Dette skete i første omgang uden større konfrontationer, men efterhånden etablerede disse folk også lidt større og befæstede byer. Rundt omkring i det øvrige sydlige Afrika var der tilsvarende en række småriger, og forholdene mellem dem var noget anspændte. Situationen eksploderede, da Zuluriget opstod sydøst for Botswana som en særdeles aggressiv, centraliseret magt. Deres fremfærd gav anledning til mange stammers fordrivelse, hvilket skabte ufred, hvor disse søgte at etablere sig. Denne periode med krige og kaos kendes som mfecane og fandt sted i perioden cirka 1815-1840.
Nogle af de folk, der kom bedst ud af krigsperioden, var tswanaerne, der genetablerede flere af deres tidligere riger, og de blomstrede op på baggrund af handel med metaller, elfenben og strudsefjer. Nogle af handelsruterne gik til Kapkolonien, og ad disse kom kristne missionærer nordpå til tswanaerne. Sechele var hersker over en af tswana-stammerne, kwêmaerne, og han indgik alliance med briterne om handel, lige som han blev kristen ved at blive døbt af David Livingstone.

### Kolonitiden
I slutningen af det 19. århundrede var de europæiske magter blevet ivrige efter at skaffe sig indflydelse på det afrikanske kontinent i kapløbet om Afrika. Botswana-området blev nu en brik i europæisk politik, og briterne var bekymrede for, at den tyske koloni i Tysk Sydvestafrika skulle blive forbundet gennem Kalahari med de uafhængige Boerrepublikker i det nordøstlige af det nuværende Sydafrika. Briterne udnyttede deres nære forbindelse med tswanaerne til at erklære området for britisk protektorat under navnet Bechuanaland (en kort overgang var en del af protektoratet ophøjet til kronkoloni). Tswanaerne opnåede med dette britisk støtte til deres strid med ndebelerne mod nordøst.
Da den Sydafrikanske union i 1910 blev oprettet ud fra de britiske besiddelser i det sydlige Afrika, blev Bechuanaland sammen med Basutoland (nu Lesotho) og Swaziland ikke dele af unionen, idet der dog blev taget højde for en senere indlemmelse. Skønt sydafrikanerne pressede på for at få disse områder med, nølede briterne, så det endte med, at områderne aldrig blev en del af unionen. Da National Party i 1948 kom til magten i Sydafrika og institutionerede apartheid, og landet senere trak sig ud af Commonwealth, betød det endegyldigt et stop for planerne om disse områders indlemmelse i unionen.
I mellemtiden havde briterne udvidet sin myndighed i protektoratet og samtidig tilladt stammestyre, hvilket i 1920 udmøntede sig i oprettelsen af to rådgivende organer til at repræsentere henholdsvis afrikanerne og europæerne. Ved proklamation i 1934 blev stammernes styre reguleret, i 1951 blev der lavet et fælles europæisk-afrikansk råd, og i 1961 blev der udformet en grundlov, som etablerede et råd til konsultation om lovgivning.

### Uafhængighed
I 1964 accepterede Storbritannien forslag om et demokratisk selvstyre i Botswana. Regeringssædet blev i 1965 rykket fra Mafikeng i Sydafrika til den nyopførte Gaborone, der ligger tæt på grænsen til Sydafrika. Selvstændigheden blev forberedt med en grundlov samme år, der foreskrev parlamentsvalg samt uafhængighed per 30. september 1966. Seretse Khama var en af uafhængighedsbevægelsens ledere og samtidig retmæssig arving til høvdingtitlen hos ngwatoerne, en af de ledende stammer i landet, og han blev valgt som landets første præsident; han blev senere genvalgt to gange.
I de første år var Botswana økonomisk afhængig af Storbritannien, men fund af diamanter i Orapa gav afsæt til en hastig forbedring af levestandarden, og landet har siden selvstændigheden i det store hele eksisteret i fordragelighed med sine naboer. Eneste mindre strid har været om øen Kasikili, der ligger i Cuando-floden, der udgør grænsen mod den østlige del af Caprivi-striben i Namibia. Begge lande krævede øen som deres, og striden blev afgjort ved Den Internationale Domstol, der i 1999 tilkendte Botswana øen.

## Politik
Landets forfatning stammer fra 1965. Den definerer Botswana som en republik med repræsentativt demokrati og præsidenten som både statsoverhoved og regeringschef. Landet har flerpartisystem, og den udøvende magt ligger hos regeringen. Den lovgivende magt ligger hos parlamentet, som består af Nationalforsamlingen og præsidenten. Der afholdes frie, demokratiske valg til Nationalforsamlingen hvert femte år, og det seneste valg blev afholdt 9. oktober 2009. Otte partier stillede op til dette valg, og fem partier fik indvalgt i alt 57 personer til Nationalforsamlingen. Ud over de folkevalgte medlemmer består Nationalforsamlingen af yderligere seks medlemmer: Fire som vælges af de 57 folkevalgte medlemmer ved hemmelig afstemning, samt præsidenten og kammeradvokaten. Præsidenten vælges af Nationalforsamlingen og sidder dermed i lighed med parlamentet fem år ad gangen. Den dømmende magt er uafhængig af den lovgivende og den udøvende magt.
Landets første præsident var Seretse Khama, der sad indtil sin død i 1980. Han blev efterfulgt af Quett Masire (1980-98), Festus Mogae (1998-2008), Ian Khama (2008-2018), Mokgweetsi Masisi (2018-2024), og den nuværende præsident er Duma Boko.
Det suverænt største parti ved seneste valg var, i lighed med alle tidligere valg siden selvstændigheden, Botswanas Demokratiske Parti (BDP), der opnåede 45 af de 57 mandater. De vigtigste oppositionspartier er Botswanas Nationale Front (BNF) og Botswanas Kongresparti (BCP), der til sammen opnåede ti mandater.
Transparency Internationals korruptionsindeks har for Botswana hidtil været gunstigt; i 2013 lå landet på 30.-pladsen (Danmark og New Zealand delte førstepladsen) som det bedst placerede afrikanske land. Placeringen er bedre end adskillige EU-lande som Portugal, Spanien, Litauen og Ungarn.

### Militær
Da landet blev selvstændigt, valgte Botswana ikke at oprette militære styrker. Først efter rhodesiske og sydafrikanske militære angreb på baser i landet tilhørende henholdsvis Zimbabwe People's Revolutionary Army og ANC's afdeling Umkhonto we Sizwe besluttede regeringen at danne et mindre militært beredskab for at beskytte sine grænser. Botswanas Forsvarsstyrker blev derfor dannet i 1977. Efter politiske omvæltninger i nabolande som Sydafrika anvendes forsvarsstyrkerne især til bekæmpelse af krybskytteri og til katastrofeberedskab samt lejlighedsvis opbakning til politiet.
Landets militære styrke er på i alt 12.500 mand fordelt med 10.000 i hæren og 2.500 i luftvåbnet. Militærbudgettet var i 2010 på 2,4 % af BNI, svarende til 352 millioner US-dollars. Udstyret består blandt andet af pansrede kampkøretøjer som Piranha III, BTR-60 og Panhard VBL, samt på luftsiden af 15 kampfly (canadiske udgaver af F-5 Freedom Fighter).

## Administrativ inddeling
Botswana er inddelt i 15 administrative distrikter, henholdsvis ni landdistrikter og seks bydistrikter. Landdistrikterne er følgende:
1. Central
2. Ghanzi
3. Kgalagadi
4. Kgatleng
5. Kweneng
6. Nordøst
7. Nordvest
8. Sydøst
9. Syd

De seks byer, der er selvstændige distrikter, er:
1. Gaborone
2. Francistown
3. Lobatse
4. Selebi-Phikwe
5. Jwaneng
6. Sowa

### Største byområder
De ti største byområder i Botswana er følgende:
| 1                            | Gaborone      | Gaborone      | 231.626 |
| 2                            | Francistown   | Francistown   | 98.963  |
| 3                            | Molepolole    | Kwaneng       | 73.119  |
| 4                            | Maun          | Nordvest      | 65.693  |
| 5                            | Mogoditshane  | Kweneng       | 58.632  |
| 6                            | Serowe        | Central       | 57.592  |
| 7                            | Kanye         | Syd           | 52.323  |
| 8                            | Selebi-Phikwe | Selebi-Phikwe | 49.411  |
| 9                            | Mochudi       | Kgatleng      | 46.914  |
| 10                           | Mahalapye     | Central       | 46.409  |
| Indbyggertal pr. august 2011 |               |               |         |

## Økonomi
Møntfoden i Botswana er pula (med betydningerne "regn" og "velsignelse"), og varetagelse og udvikling af pulaen sker i Bank of Botswana.
Siden selvstændigheden har Botswana haft en af de hastigst voksende økonomier per indbygger i verden. Landet har forvandlet sig fra at være et af de fattigste i verden til et land med en middelindkomst. Af landene på det afrikanske fastland har Botswana den tredjehøjeste BNI per indbygger målt på købekraft efter Ækvatorialguinea og Gabon med 16.200 US$.
Handels- og industriministeriet er ansvarlig for at sikre forretningsudvikling fordelt over hele landet. Det er lykkedes så godt, at landet i flere omgange er udnævnt til at have en af verdens højeste frihedsgrader inden for økonomien. Årsagen til landets økonomiske succes har flere årsager: Sund makroøkonomisk politik, god regeringsførelse, velfungerende økonomiske institutioner og retfærdig styring af de diamantressourcer, der er hovedhjørnestenen i landets økonomi. I begyndelsen af 2000'erne var landets økonomi ved at falde (i 2009 var der en nedgang på 4,9 %), men den globale finanskrise var til fordel for Botswana, der i 2010 oplevede en stigning i økonomien på 7,2 % med forventninger om lidt mindre stigninger de følgende år. Denne forandring skyldes en voldsom stigende global efterspørgsel på diamanter, særligt i 2010 og 2011.
Statsbudgettet opererede i nogle år i begyndelsen af 2000'erne med underskud, men de seneste år har man arbejdet på at få budgettet til at balancere. Tilsvarende har landet en håndterbar udlandsgæld, selv om den steg markant i 2009 (8,4 % af BNI i 2008, 23,3 % i 2009); gælden forventes i 2015 at være nedbragt til 12,3 % af BNI.
Skønt økonomien overordnet set er sund, har Botswana dog også problemer med fattigdom, ulighed, arbejdsløshed og sundhed (pga. AIDS/HIV). Andelen af fattige i landet er faldende fra 30,6 % i 2002-03 til 20,7 % i 2009-10, men er stadig bemærkelsesværdig høj i betragtning af landets overordnede pæne økonomi. Tilsvarende er arbejdsløsheden på 17,5 % (endnu højere for de unge), men regeringen arbejder på at reducere såvel fattigdommen som arbejdsløsheden i landet.
Fordelingen af landets BNI på områder var i 2011 følgende:
- Minedrift: 34,7 %
- Offentlig service: 18,4 %
- Handel, hotel og restaurant: 14,4 %
- Finanssektoren: 7,4 %
- Konstruktion: 5,7 %
- Transport, oplagring og kommunikation: 4,9 %
- Andre services: 4,6 %
- Fremstilling: 4,2 %
- Elektricitet, gas og vand: 3,1 %
- Landbrug: 2,6 %

Sammenlignes denne fordeling med tallene fra 2006 er der sket stigninger i alle sektorer, bortset fra minedrift, hvis andel i 2006 var på 46,1 %.
Botswana er medlem af SACU, den sydafrikanske toldunion, og landene heri, særligt Sydafrika, er nogle af de vigtigste samhandelspartnere for Botswana. Derudover er de vigtigste handelspartnere Storbritannien, USA samt det øvrige Europa.

### Minedrift
Udvindingen af mineraler kontrolleres af staten, der blandt andet udøver denne kontrol gennem selskabet Debswana, som er 50 % statsejet – den anden halvdel ejes af De Boers. Selskabet ejer fire diamantminer og en kulmine. Orapa-minen er den diamantmine i verden, der producerer størst værdi i diamanter, idet der udvindes omkring 11 millioner karat årligt. Den næststørste botswanske diamantmine ved Jwaneng producerer lidt mere end 8 millioner karat årligt.
Ud over diamanter udvindes der i landet også kobber, guld, nikkel, kul og soda. Værdien heraf er dog betydeligt mindre end af diamantudvindingen. I 2006 blev der opdaget markante forekomster af uran, og der er forberedelser i gang til egentlig udvinding heraf fra 2017.

### Turisme
Turisme er en branche i fremgang i Botswana. I 2008 kom der til Botswana næsten 1,5 millioner gæster, som i gennemsnit havde 7,7 overnatninger og brugte 341 pula per overnatning – i alt 2,9 milliarder pula. Gæsteantallet var på det tidspunkt stagneret efter at have steget markant i perioden 1994-2004. Over halvdelen af de ankomne besøgte familie og venner, mens cirka 263.000 var egentlige turister. Langt de fleste besøgende ankom til landet ad landevejen, mens blot 5 % ankom med fly. Den lande med flest besøgende i Botswana er nabolandene Sydafrika, Zimbabwe, Zambia samt Storbritannien, USA, Tyskland og Holland.
Attraktionerne i landet er først og fremmest knyttet til naturen, og de store nationalparker er blandt de mest besøgte heraf. Det drejer sig om Chobe nationalpark og Okavangodeltaet fulgt af byerne Francistown, Maun og hovedstaden Gaborone. Tidligere har storvildtjagt været en udbredt turistaktivitet, men dette er fra og med 2014 blevet forbudt. I stedet vil man udelukkende satse på økoturisme.

## Uddannelse
Botswana har taget store uddannelsesmæssige skridt siden uafhængigheden i 1966. På det tidspunkt var der meget få studerende i landet, og kun en meget lille andel af befolkningen havde gennemført en ungdomsuddannelse. Andelen af voksne, der kan læse og skrive, er steget fra 69 % i 1991 til 85 % i 2011.
Skolesystemet består af tre trin: Grundskolen (1.-7. klasse), en overbygning (8.-10. klasse) og en ungdomsuddannelse (11.-12. klasse). Undervisningen er gratis og foregår på de første fire klassetrin på setswana, derefter på engelsk. Oven på disse tre trin findes et system af erhvervsuddannelse samt universiteter og højere læreanstalter. Blandt erhvervsuddannelserne er der lærerseminarier, sygeplejeskoler, landbrugsskoler, handelsskoler og flere andre. Uddannelserne efter de første syv år er ikke gratis, idet betaling blev introduceret i 2006. Der er dog mulighed for at søge om statslige stipendier.
Landets højeste uddannelser findes på Botswana Universitet, der blev indviet i 1982 i Gaborone. Den afløste da Botswana og Swaziland Universitet, der igen stammede fra Universitetet for Basutoland, Bechuanaland og Swaziland, som blev etableret i 1964. Universitetet har nu fire campusser: To i Gaborone, en i Francistown og en i Maun.
Andre højere læreanstalter er Botswana Landbohøjskole (College of Agriculture) lidt nord for hovedstaden og Botswana Handelshøjskole (Accountancy College) med afdelinger i Gaborone og Francistown. Botswana Tekniske Universitet er for tiden under opførelse i Palapye. Herudover findes det private Botho Universitet med campusser i Gaborone, Francistown og Maun samt en afdeling af det malaysiske Limkokwing Kreative Universitet i Gaborone.

## Infrastruktur

### Flytrafik
Botswana har omkring 85 lufthavne, hvoraf de 10 i 2005 var asfalterede. Landets største internationale lufthavn, Sir Seretse Khama International Airport, ligger 15 km nord for hovedstaden. Den næststørste lufthavn ligger i den nordlige del af landet ved byen Maun, hvor der fra Maun Airport blandt andet er ruter til Sydafrika.
Air Botswana er landets nationale flyselskab med hub i Sir Seretse Khama-lufthavnen og betjener indenrigs- og udenrigsruter. I september 2013 havde selskabet udenrigsruter til Capetown og Johannesburg i Sydafrika, Harare i Zimbabwe og Lusaka i Zambia samt indenrigsruter fra Gaborone til Maun, Kasane og Francistown samt en rute mellem Maun og Kasane. Desuden opererer man en rute mellem Gaborone og Nairobi i samarbejde med Kenya Airways. Air Botswana har i alt fem fly: To ATR 72-500 og tre ATR 42-500s. Selskabet transporterer årligt omkring 150.000 passagerer. Der er planer om at privatisere Air Botswana.
Ud over Air Botswana har selskaber som South African Airways, South African Express og SA Airlink regulære ruter til Sir Seretse Khama International Airport.

### Jernbaner
Jernbanedriften i Botswana varetages af det nationale jernbaneselskab Botswana Railways (BR), der blev dannet i 1987, hvor det overtog driften fra National Railways of Zimbabwe, som havde stået for driften siden Botswanas uafhængighed.
Botswana har i alt 888 km jernbanespor, der primært ligger i det østlige og sydøstlige af landet, og hovedruten går fra Ramatlabama (med fortsættelse til Mafikeng umiddelbart syd for grænsen i Sydafrika) via Gaborone og Francistown til Bakaranga (med forbindelse til Plumtree i Zimbabwe). Fra denne rute er der to større grene til henholdsvis Sowa og Selebi-Phikwe. I 2009 blev det meddelt, at BR stoppede al passagertransport. På nuværende tidspunkt transporterer selskabet derfor udelukkende gods, men selskabet har ikke opgivet på et tidspunkt at genoptage passagertransporten. Blandt det gods, der transporteres, er især de råstoffer, der er af afgørende betydning for landets økonomi. Materialerne sendes via nabolandene til havnebyer, hvorfra de med skib transporteres videre til modtagerne.

### Vejnet
Der var i 2005 25.798 km landevej i Botswana, heraf er lidt over halvdelen asfalterede. Asfalteringen er i overvejende grad sket inden for de seneste 20 år. De vigtigste veje ligger primært i det østlige af landet på en linje fra Lobatse i syd til Francistown i nordøst. Herfra er der vej vestpå fra Lobatse til Kang-Kalahari-Namibia og mod syd til Sydafrika, samt fra Francistown mod vest og nord til henholdsvis Maun-Ghanzi-Namibia, Maun-Shakawe-Namibia, Kasane-Zambia samt mod nordøst til Zimbabwe.
I 2009 var der 133 motorkøretøjer, deraf 69 personbiler, per 1000 indbyggere i landet.

## Kultur
Ud over at henvise til sproget for den største befolkningsgruppe i landet bruges ordet "setswana" også til at beskrive den rige kultur for batswanaerne – uanset om man fortolker det som den største befolkningsgruppe, tswanaerne, eller som hele befolkningen i Botswana.
Den skotske forfatter Alexander McCall Smith har skrevet en populær serie romaner under titlen Damernes Detektivbureau Nr. 1, som foregår i Botswana, og som ud over at være underholdende også giver læserne et indblik i kulturen og livet i Botswana.

### Musik
Traditionel botswansk musik er for det meste præget af vokalmusik og udøves typisk uden trommeakkompagnement, hvilket er noget usædvanligt i afrikansk tradition. I stedet bruges strengeinstrumenter i stort omfang sammen med sangen, fx guitarer.
Der findes forskellige lokale instrumenter som setinkane, en botswansk version af et lille klaver, segankure/segaba, en botswansk udgave af den kinesiske erhu, moropa, en af mange trommetyper, og phala, en slags fløjte, der mest bruges ved festlige lejligheder og findes i mange former. Endvidere er det almindeligt at bruge kroppen til rytmemarkering, først og fremmest håndklap, men også med slag på en phathisi (gedeskind med indersiden ud og spændt fast til læggen. I de seneste årtier er guitaren blevet meget almindelig som et mere alsidigt alternativ til segabaen.
Ved enhver festlighed er dans et uundværligt indslag. Dansen afhænger af fx styre, alder, køn og status i samfundet.
Nationalsangen hedder "Fatshe leno la rona" og har både tekst og musik skrevet af Kgalemang Tumediso Motsete. Den blev indført ved selvstændigheden i 1966.
Ud over den traditionelle musik er der også indført forskellige musikformer udefra. Meget af populærmusikken betegnes som jazz, skønt den ikke har meget at gøre med den afroamerikanske jazz. Populærmusikken kommer primært til Botswana udefra, fra Sydafrika, USA, Europa eller andre steder i Afrika. Der er gjort forsøg på at forene den traditionelle musik med den moderne udefrakommende musik. Således findes "gumba-gumba", der forener afroamerikansk jazz med traditionel zulu- og tswana-musik ("gumba" er slang for "fest").
Rockmusik findes også i landet, hvor den gradvist har vundet indpas, blandt andet via radio og tv. Særligt fra 2000 og senere er der opstået en række rockgrupper i landet, og nogle af disse har også spillet i udlandet, specielt i Sydafrika. Ligeledes findes der musikere, der dyrker hiphop og dancehall.

### Billedkunst og kunsthåndværk
De ældste malerier, man kender fra det sydlige Afrika, forestiller jagtscener med dyre- og menneskefigurer og blev udført af khoisan-folk (basarwa/buskmænd) og findes i huler i Tsodilo i det nordvestlige Botswana i Kalahari. Malerierne er omkring 20.000 år gamle. Fra dette folk er der også fundet en række dekorerede genstande som dyreskind, buer, pile og potter.
Af nyere oprindelse finder man kunsthåndværk skabt af batswanaerne i form af fx indgraveringer på klipper og træ, ofte i form af dyre- eller menneskefigurer, skulpturer og lervarer. Denne befolkningsgruppe skaber også en kunst/kunsthåndværk ud af affaldsprodukter som kapsler og ledninger, der kan blive til trommer, perlekæder, instrumenter som mbiraer og stokke. En kunstart, der er særligt udviklet i Botswana, er fremstilling af forhæng og kappeagtige dragter af dyreskind af forskellige slags, der sys sammen i kunstfærdige former.
I den nordlige del af Botswana er kvinderne i landsbyerne Etsha og Gumare kendt for deres fletvarer af mokola-palmer med lokalt fremstillede farver. Der findes basalt set tre typer: Store, lukkede kurve til opmagasinering, store, åbne kurve til at bære varer på hovedet samt mindre fade til frasortering af urenheder i tærsket korn. Disse flettede genstande bliver fortsat udviklet med brug af farver og nye design i forbindelse med, at de i stigende grad udnyttes til salg til besøgende.
Produktion af kunsthåndværk findes også i form af Thamaga-lervarer og Oodi-vævning, som man for begges vedkommende finder i det sydøstlige af landet.
Botswana har ikke nogen stor tradition for kunstfremstilling i vestlig forstand, men den er stille og rolig på vej. I 1996 blev Botswana Society for the Arts oprettet som en frivillig paraplyorganisation, der har til formål at støtte kunstnere inden for forskellige områder.

### Mad og drikke
Mad og drikke i Botswana har en del ligheder med det, man finder i nabolandene i det sydlige Afrika. Nogle af de retter, der tilhøre denne kulturkreds, er pap (en slags polenta), boerewoers (en slags medisterpølse), samp (grovmel af majs) i forskellige forbindelser, vetkoek (friturestegt brød med kødfyld eller sødt fyld) og mopaniorm (tørrede larver af en sommerfugleart). En ret, der er speciel for Botswana, er seswaa, en kødret af lam, ged eller okse, der er kogt, saltet som en stuvning, der fx spises med pap.
De vigtigste kornsorter er majs og durra, der avles lokalt og anvendes i mange retter. Derudover importeres der ris og hvede. Det er muligt for at få oksekød af god, lokal kvalitet i landet, og derudover bruges kød fra især lam, får, ged og kylling. Får man fisk, er de oftest fanget i floderne. Der dyrkes i Botswana en del forskellige bønner samt andre grønsager som spinat, gulerødder, løg, kål og kartofler. Da mange grønsager ikke findes friske hele året, har man tradition for at tørre dem, og tørrede grønsager er almindelige i mange retter, fx tørrede bønner. Der dyrkes ligeledes en del lokale frugter som maruela, vandmeloner og andre meloner. Blandt andet finder man i landet en form for vilde meloner, der er ganske populære.
Mange drikkevarer i landet er internationale mærker lavet på licens i Botswana eller lokale varianter af fx sodavand og øl. Af søde drikke er blandt andet ingefærøl ret populær. Øl er ligeledes meget populær og brygges ofte hjemme. Mælk bruges blandt andet i en syrnet udgave kaldet madila. Af varme drikke er rooibos-te en af de lokale favoritter.

### Sport
Fodbold er en af de mest populære sportsgrene i Botswana, og landsholdets hidtil største bedrift var kvalifikationen til Africa Cup of Nations 2012, hvor det dog blev til tre nederlag. Botswanas Premier League har 16 hold. Andre sportsgrene med en vis udbredelse er cricket, rugby, tennis, softball, badminton, håndbold, golf og atletik.
Af botswanske sportsfolk, der har gjort sig bemærkede internationalt, kan nævnes landets første OL-medaljevinder, Nijel Amos, der vandt sølv i 800-meter-løb i London 2012, landets første atletikverdensmester Amantle Montsho, der opnåede resultatet i 400-meter-løb i 2011, samt højdespringeren Kabelo Kgosiemang, der har vundet tre afrikanske mesterskaber.
Inden for tankesport er især bridge populært. Spillet har opnået sin status, fordi en række udsendte engelske skolelærere har undervist i bridge i de øverste klasser i folkeskolen. Det botswanske bridgeforbund har tredjeflest medlemmer i Afrika.